# 설악중학교 (강원)
설악중학교(雪嶽中學校)는 대한민국 강원특별자치도 속초시 교동에 있는 공립 중학교이다.

## 학교 연혁
- 1966년 12월 23일 : 설악중학교 설립인가(9학급)
- 1967년 6월 5일 : 개교
- 1971년 9월 1일 : 병설 속초고등학교와 분리
- 2023년 9월 1일 : 제23대 윤수종 교장 부임
- 2024년 1월 4일 : 제55회 졸업(194명) 졸업생 누계(16,961명)
- 2025년 3월 4일 : 제59회 입학식(193명)

## 참고 자료
- 설악중학교 - 한국교육학술정보원 학교알리미